# Gespunsart
Gespunsart é uma comuna francesa na região administrativa de Grande Leste, no departamento Ardenas. Estende-se por uma área de 21,13 km². Em 2010 a comuna tinha 1 061 habitantes (densidade: 50,2 hab./km²).